# 伊万·米库利奇
伊万·米库利奇（1995年1月30日—），克罗地亚男子跆拳道运动员。他曾代表克罗地亚参加2020年夏季残疾人奥林匹克运动会跆拳道比赛，获得男子75公斤以上级银牌。